# Til Death Do Us Part
Til Death Do Us Part es el noveno episodio de la cuarta temporada y trigésimo noveno episodio a lo largo de la serie de drama y ciencia ficción de TNT Falling Skies. Fue escrito por Carol Barbee y dirigido por Greg Beeman. Fue estrenado el 17 de agosto de 2014 en Estados Unidos y el 18 de agosto de 2014 en Latinoamérica.
Mientras la 2nd Mass intenta excavar el Beamer que fue derrumbado por Cochise, Tom y un pequeño grupo siguen a los Volm a un escondite de suministros en busca de equipo para acelerar el proceso. En el camino se encuentran con una vieja amiga y deben decidir si pueden confiar o no en ella. De regreso al campamento, Maggie y Ben se vuelven más cercanos mientras este le enseña a perfeccionar sus nuevas habilidades y Pope y Sara siguen en conflicto, lo que resulta en una lucha de la que probablemente nunca se recuperarán.

## Argumento
La 2nd Mass llega a la conclusión de que deben viajar a la Luna para destruir la torre de energía Espheni y así acabar con la guerra y planean usar el Beamer que fue derrumbado por Cochise para ello, sin embargo, el trabajo de excavación es más difícil de lo que pensaban y el Volm se ve obligado a revelar que existe un centro de suministros en el cual se encuentran artefactos que podrían acelerar el proceso. Anne se muestra en desacuerdo con la idea de Tom de ser él quien vaya a la Luna y la pareja se disgusta ya que ella cree que Tom no está siendo completamente racional al tomar tal decisión.
Maggie sigue luchando para adaptarse a las púas que le fueron injertadas, las cuales le han dado fuerza sobrehumana y una mejor audición, entre otras cosas. Con la intención de ayudarla, Ben se ofrece a entrenarla y Hal la anima a que acepte la ayuda de su hermano. Por otra parte, después de haber sido lastimada accidentalmente a causa de la súper fuerza de Maggie, Sara comienza una pelea con Pope, quien cree que ésta solamente está fingiendo su lesión como pretexto para retomar su farmacodependencia. Mientras tanto, Cochise, Anne, Matt, Weaver y Tom se embarcan en una misión para obtener los suministros del escondite Volm.
En el camino, el grupo que acompaña a Cochise se encuentra con Mira, la antigua compañera en el campamento Espheni de Matt, quien asegura haber escapado y encontrarse con ellos por casualidad, lo que no convence a Anne ni a Tom, quien decide atarla mientras extraen lo que necesitan del refugio, aún contra la voluntad de Matt. Tom interroga a Mira sobre cómo escapó del campamento y ella responde que siguió el plan que Matt le había enseñado y se deshizo del silbato que poseía para llamar a los Beamer, ya que no tenía intención de reclutar humanos.
Mientras tanto, la pelea entre Pope y Sara sube de tono cuando éste la descubre husmeando entre los medicamentos y la acusa de ser una controladora y abusiva. Ben comienza a enseñarle a Maggie cómo controlar las púas y le enseña que éstas poseen sentimientos independientes a los de ella y se los transmiten, además de amplificarlos. Maggie confiesa que es capaz de sentir la tristeza del chico, algo que es nuevo incluso para él. Por otra parte, Dingaan y Shaq descubren que el Beamer es operado a control remoto y deben encontrar la manera de hackear su sistema para permitir pilotarlo de forma manual.
En el escondite Volm, Mira se queja de que Tom la ha atado demasiado apretada y la soga está cortándole las muñecas ante Matt, quien decide desatarla. Mira le dice a Matt que estaban equivocados y que hubiera deseado que él se quedara para que pudiera comprender las cosas mientras saca su silbato de su zapato y lo sopla llamando a los Beamer, aun cuando Matt intenta detenerla.
De vuelta al barrio chino, Maggie comienza a adquirir más confianza con sus púas, las cuales se encienden estando cerca de Ben, provocando que las de él también lo hagan, llevándolos a besarse, siendo descubiertos por Hal, quien se aleja sin que ellos adviertan su presencia. Sara intenta hablar con Pope pero él vuelve a acusarla de haberlo engañado y le dice que no está dispuesto a estar con una adicta. Sara le revela a Pope que lo que él la vio tomar no era Vicodin sino aspirina, y que debido a la confusión después de la invasión las etiquetas se mezclaron.
Por otra parte, en el escondite Volm, Matt alerta al resto del grupo de la traición de Mira, mientras los Beamer se acercan a ellos, que corren a refugiarse mientras las naves destruyen todo a su paso. Mira advierte que Kent está pronto a llegar y los tomará como prisioneros y huye del lugar, pero es perseguida por Matt, quien es alcanzado por un tranquilizante disparado por uno de los hombres de Kent. Mientras tanto, el líder del campamento ataca a Anne y Tom, poniendo a este último en una situación de vida o muerte cuando lo acorrala dentro de un contenedor lleno de material flamable y le prende fuego a éste. Weaver y Cochise logran rescatar a Matt mientras Anne interviene para salvar la vida de Tom, poniendo en peligro la propia. Tom logra salir del contenedor y le dispara a Kent, quien antes de morir le aconseja a Tom que se rinda y le pide que no lo juzgue como traidor, sino como patriota de la nueva nación que los Espheni planean crear.
Finalmente, Hal enfrenta a Ben y le dice que lo vio besando a Maggie y lo golpea, exigiéndole que se aleja de ella. Anthony le revela a Pope que Sara dejó el barrio chino y el grupo regresa. Weaver le entrega el silbato de Mira a Shaq y Tom le pide matrimonio Anne. Weaver oficia la ceremonia y Shaq pide hablar con Tom para revelarle que la frecuencia que emite el silbato es lo que le da dirección a un Beamer, haciéndolo sonar, logrando que la nave se desentierre por sí sola.

## Elenco
| - Noah Wyle como Tom Mason. - Moon Bloodgood como Anne Glass. - Drew Roy como Hal Mason. - Connor Jessup como Ben Mason. - Maxim Knight como Matt Mason. - Colin Cunningham como John Pope. - Sarah Sanguin Carter como Maggie. - Mpho Koaho como Anthony. - Doug Jones como Cochise. - Will Patton como Daniel Weaver. | - Treva Etienne como Dingaan Botha. - John DeSantis como Shak-Chique. - Desiree Ross como Mira. - Dakota Daulby como Kent. - Mira Sorvino como Sara. |

## Continuidad
- Mira y Kent fueron vistos anteriormente en Evolve or Die.
- La 2nd Mass descubre que la fuente de poder de los Espheni se encuentra en la Luna.
- Pope revela que Sara sufre de una adicción a los medicamentos.
- Cochise revela que los Volm han escondido suministros como una estrategia en la guerra contra los Espheni.
- Ben enseña a Maggie a adaptarse a las púas.
- Ben y Maggie se besan y son descubiertos por Hal.
- Sara abandona el campamento.
- Anne y Tom contraen matrimonio.

## Recepción

### Recepción de la crítica
Chris Carabott de IGN calificó al episodio como bueno y le otorgó una puntuación de 7.5 sobre 10, comentando: "Til Death Do Us Part hace un buen trabajo en la construcción de un nuevo impulso para el arco de la historia de la luna. Los momentos de Tom y Anne ofrecieron algún fundamento importante a su relación que culminó en boda. Por desgracia, el resto del episodio se vio obstaculizado por los problemas de relación entre Papa y Sara y Ben, Hal y Maggie cuyas historias fueron frustrantes, basadas en algunas luchas internas innecesarias y mala toma de decisiones. Luego está Matt, que tiene que dejar de hacer cosas estúpidas".

### Recepción del público
En Estados Unidos, Evolve or Die fue visto por 2.46 millones de espectadores, recibiendo 0.7 millones de espectadores entre los 18 y 49 años, de acuerdo con Nielsen Media Research.